# San Francisco de la Palma
San Francisco de la Palma är en ort i Mexiko.   Den ligger i kommunen Querétaro och delstaten Querétaro Arteaga, i den centrala delen av landet, 200 km nordväst om huvudstaden Mexico City. San Francisco de la Palma ligger 1 892 meter över havet och antalet invånare är 1 825.
Terrängen runt San Francisco de la Palma är platt åt sydost, men åt nordväst är den kuperad. Runt San Francisco de la Palma är det tätbefolkat, med 947 invånare per kvadratkilometer. Närmaste större samhälle är Santiago de Querétaro, 15,5 km sydost om San Francisco de la Palma. Trakten runt San Francisco de la Palma består i huvudsak av gräsmarker.